# Stazione di Mitsukyō
La stazione di Mitsukyō (三ツ境駅?, Mitsukyō-eki) è una stazione ferroviaria situata nel quartiere di Seya-ku della città giapponese di Yokohama, nella prefettura di Kanagawa, ed è servita dalla linea Sagami principale delle Ferrovie Sagami.

## Linee
Ferrovie Sagami
■■ Linea Sagami principale

## Struttura
La stazione è dotata di due marciapiedi laterali, con due binari passanti in superficie, sebbene metà della lunghezza del marciapiede sia totalmente coperta dal sovrastante fabbricato viaggiatori, realizzato a ponte sopra i binari.
| 1 | ■ Linea Sagami principale | per Ebina                   |
| 2 | ■ Linea Sagami principale | per Futamatagawa e Yokohama |

## Stazioni adiacenti
| «                             | Servizio                | »                       |
| Linea Sagami principale       | Linea Sagami principale | Linea Sagami principale |
| ----------------------------- | ----------------------- | ----------------------- |
| Kibōgaoka                     | Locale                  | Seya                    |
| Kibōgaoka                     | Rapido                  | Seya                    |
| Kibōgaoka                     | Espresso                | Seya                    |
| L'espresso limitato non ferma |                         |                         |